# 奠坤門
奠坤門是臺灣府城的西外城的南門，為清朝道光十二年（1832年）的張丙之役後，在大西門外所加建的西外城三座城門之一，所築木柵為石城。奠坤門位於今大德大勇街口，於日治時代遭到拆毀。